# A.C. Milan w sezonie 1954/1955

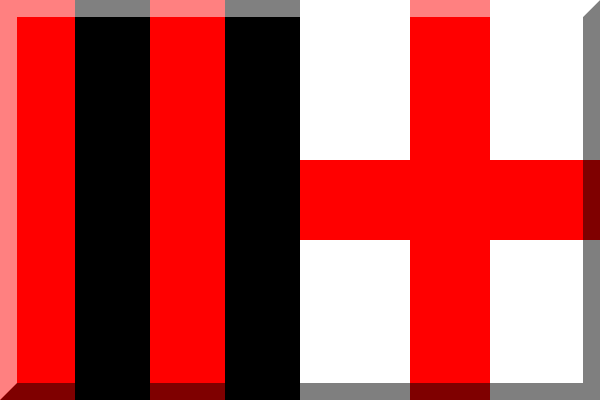
Klubowe barwy Milanu

Osiągnięcia i skład piłkarskiego zespołu A.C. Milan w sezonie 1954/55.

## Osiągnięcia
- Serie A: 1. miejsce

## Podstawowe dane
- Oficjalna nazwa klubu: Associazione Calcio Milan
- Siedziba klubu: Corso Venezia 36
- Boisko: San Siro
- Prezes klubu:  Andrea Rizzoli
- Trener zespołu:  Bela Guttman;  Ettore Puricelli
- Kapitan drużyny:  Omero Tognon

## Skład zespołu
Bramkarze:
| Włochy | Lorenzo Buffon |
| Włochy | Riccardo Toros |

Obrońcy:
| Włochy | Cesare Maldini    |
| Włochy | Franco Pedroni    |
| Włochy | Arturo Silvestri  |
| Włochy | Francesco Zagatti |

Pomocnicy:
| Włochy             | Eros Beraldo            |
| Włochy             | Mario Bergamaschi       |
| Włochy             | Alfio Fontana           |
| Szwecja            | Nils Liedholm           |
| Argentyna · Włochy | Eduardo Ricagni         |
| Urugwaj · Włochy   | Juan Alberto Schiaffino |
| Włochy             | Omero Tognon            |
| Włochy             | Sandro Vitali           |

Napastnicy:
| Włochy  | Amos Mariani            |
| Szwecja | Gunnar Nordahl          |
| Dania   | Jørgen Leschly Sørensen |
| Włochy  | Valentino Valli         |
| Włochy  | Albano Vicariotto       |